# بانييريس
بلدية بانييريس (بالإسبانية: Bañeres) هي بلدية تقع في مقاطعة أليكانتي التابعة لمنطقة بلنسية شرق إسبانيا.

## الديموغرافيا
بلغ عدد سكان بلدية بانييريس 7.200 نسمة عام 2011 (وفقاً للمعهد الوطني الإسباني للإحصاء).
| 804 | 794 | 781 | 771 | 811 | 808 | 7.200 |